# Карл Вільгельм Беттігер
Карл Вільге́льм (Ларс Фре́дрік) Бе́ттігер (швед. Carl Wilhelm (Lars Fredric) Böttiger, нар. 15 травня 1807, Вестерос, Вестманланд, Швеція — пом. 22 грудня 1878, Уппсала, Швеція) — шведський літературознавець, лінгвіст, професор естетики Упсальського університету, поет, драматург, член Шведської академії, зять шведського поета Есаяса Теґнера.

## Біографічні дані

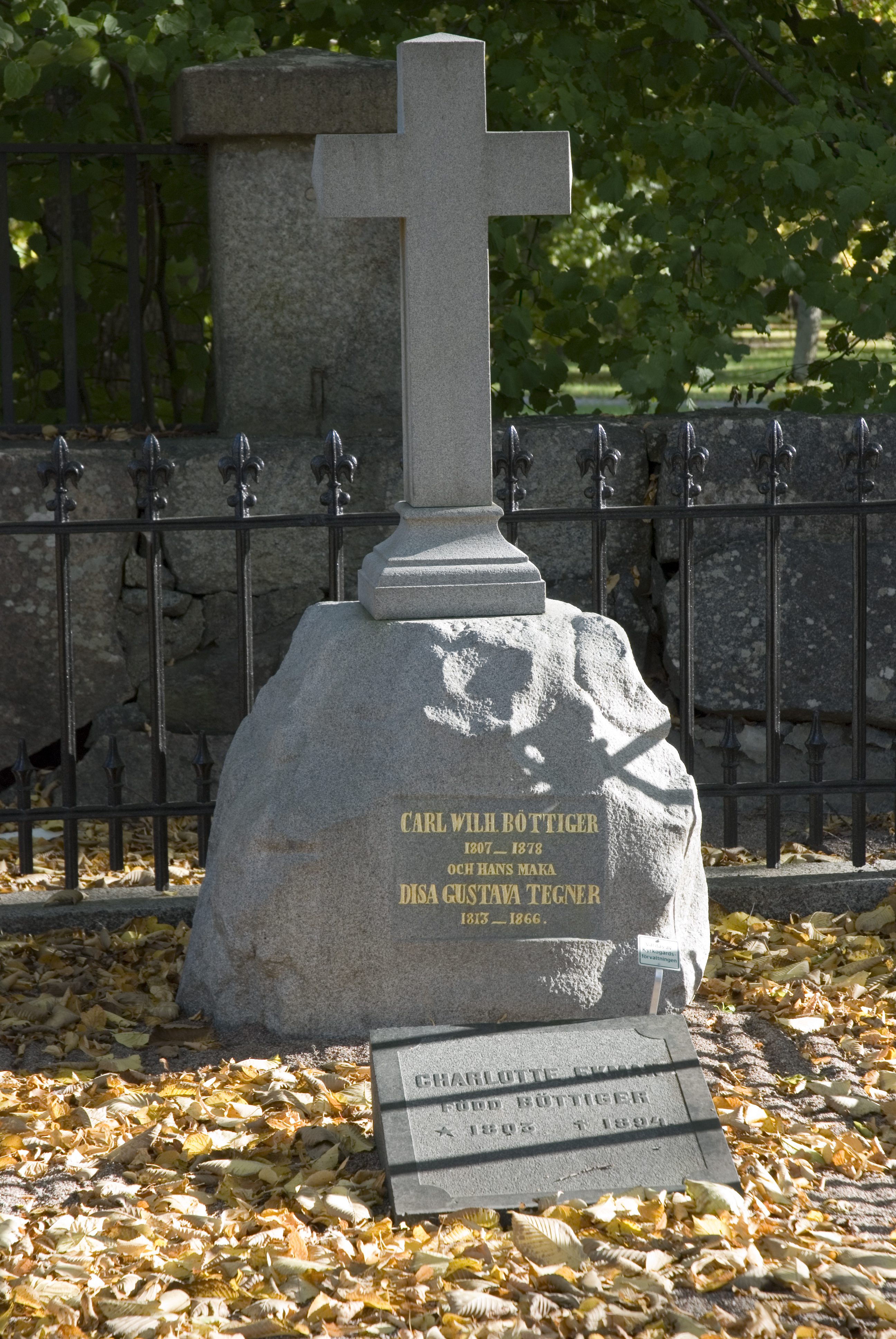
Могила Карла Вільгельма Беттігера і його дружини Діси. Упсальський старий цвинтар.

Карл Вільгельм народився в сім'ї Карла Фредріка Беттігера — аптекаря, що походив із німецької шляхти й був двоюрідний внук відомого німецького алхіміка Йоганна Фрідріха Беттґера. У 1818 році батько помер, і одинадцятирічний Карл Вільгельм був змушений працювати репетитором. Водночас наполегливо вчився, закінчив з відзнакою і початкову школу, і гімназію в рідному місті. 1825 року вступив до Упсальського університету й у 1833-му здобув звання магістра філософії. Цього ж року почав працювати помічником бібліотекаря, а в 1834-му став доцентом на кафедрі філософії. На пропозицію професора Ґруббе, у 1835–1836 роках побував у Німеччині, Австрії, Італії, Голландії та Франції. 1839 року Беттігер став екстраординарним ад'юнктом у галузі німецької та італійської літератури. Тоді ж поїхав до Німеччини, де перебував до 1840-го, переважно в Берліні. У 1845 році дістав посаду екстраординарного професора в галузі сучасної літератури й новоєвропейської лінгвістики. 1851 року Беттігер об'їздив Північ Італії й ретороманські поселення у Західному Тиролі та Ґраубюндені. З 1856-го він професор естетики і сучасної літератури, а з 1858-го — професор сучасної літератури й новоєвропейської лінгвістики. У 1867-му вийшов на пенсію у зв'язку з хворобою очей.
Особливо багато зробив Беттігер для розвитку студій мовознавства у Швеції. В Упсальському університеті він запровадив вивчення лінгвістики романських мов, плідно працював науковцем і лектором. У 1865–1866 роках він керував комісією, яка відала питаннями викладання мов. У 1847-му Беттігера вибрали членом Шведської академії на місце його тестя Есаяса Теґнера. 1853 року він став членом Упсальського наукового товариства, 1870-го — членом Шведської королівської академія історії літератури і старожитностей, а 1878-го — почесним членом Гетеборзького наукового і літературного товариства, у якому був дійсним членом з 1843 року.
Беттігер був одружений (з 1844 року) з Дісою Ґуставою Теґнер (1813—1866), дочкою Есаяса Теґнера, й доводився дядьком історикові мистецтва Юнові Беттігеру. Помер 22 грудня 1878 року. Похований разом із дружиною на Упсальському старому цвинтарі.

## Творчість
Як літератор, Беттігер дебютував у 1830-му поетичною збіркою «Молодечі спомини про миті пісень» / Ungdomsminnen från sångens stunder, характерною відголосками романтизму. У 1833-му видав «Новіші пісні» / Nyare sånger, які стали дуже популярні завдяки простій, мелодійній формі й мрійливому настрою, хоча критики вказували на часто надмірну сентиментальність, а Карл Варбург написав у книжці Svensk litteraturhistoria i sammandrag (1904), що Беттігера можна вважати епігоном неоромантиків. У двотомнику «Ліричні штуки» / Lyriska stycken (1837, 1839) автор охоче застосовував складні південноєвропейські способи віршування й надавав творам чуттєвості, властивої ґуставіанцям і Есаясові Теґнеру. Як і цей поет, від якого зазнав сильного впливу, Беттігер писав принагідні вірші, що відзначалися винахідливістю, дотепністю й досконалістю форми. Він рідко вдавався до відкритої гострої сатири, оскільки це суперечило його життєвим засадам і рисам характеру. Тривалий час Беттігер писав твори на патріотичну тематику. Його сонети — це цінний внесок у шведську літературу. Вони справили велике враження і вплинули на тоді ще поета-початківця — Карла Сноїльського. 1841 року Беттігер видав збірку «Релігійні пісні» / Religiösa sånger.
Беттігер дістав кілька премій від Шведської академії. 1833-го — малу премію за поему «Ґустаф Адольф під Лютценом» / Gustaf Adolf vid Lützen, 1834-го — почесну відзнаку за твір «Зустріч на Одіновому кургані» / Mötet på Odins hög, 1840-го — премію Карла Югана й 1845-го — винагороду у 100 дукатів за «Пісню про Карла XIV Югана» / Sång öfver Karl XIV Johan. На сцені йшли його п'єси «Національний дивертисмент» / Nationaldivertissementet (1843) і «Травневий день у Варенді» / En majdag i Värend (1843). Вірші Беттігера поклали на музику композитор Ерік Ґустаф Гейєр («Тихі тіні» / Stilla skuggor, «Заснула дівчинка» / Den slumrande lilla flickan, «Вечірнє споглядання» / Aftonbetraktelse), Адольф Фредрік Ліндблад, Отто Фредрік Тулльберг («Герої, що моляться» / Hjältar som bedjen), Юган Ерік Нурдблум, Андреас Рандель, Якоб Аксель Юсефсон та інші. З його мемуарних та літературно-історичних праць виділяються «Життєпис Есаяса Теґнера» / Lefnadsteckning öfver Esaias Tegnér (вступ виданого у 1847—1851 роках зібрання творів Теґнер), промова на інавґурації у Шведській академії (1847), промова, присвячена пам'яті принца Ґустафа (1852). Цікавлячись італійською літературою, він написав наукову розвідку про життя і творчість Данте Аліґ'єрі Om Dantes lif och skrifter (1865) й праці «Італійські студії» / Italienska studier (1853), «„Божественна комедія“ Данте» / Dantes Commedia divina (1875). У «Актах Шведської академії» / Svenska akademins handlingar Беттігер помістив біографії таких шведських письменників, як Самуель Едманн (1868), Юган Генрік Челльґрен (1870), Ерік Юган Стаґнеліус (1872), Нільс фон Розенштайн (1877), а також статті про упсальське «Товариство Аврори» (1874), «Внесок до вивчення перших поетичних спроб Леопольда» / Bidrag till kännedomen om Leopolds tidigaste skaldeförsök (1878). Беттігер також переклав з італійської мови твори «Визволений Єрусалим» Торквато Тассо (1842—1851) й «Божественну комедію» Данте (1846—1851)
У Беттігера є статті на літературознавчі, естетичні та філологічні теми, як-от «Діалекти ретороманської мови» / Rhetoromanska språkets dialekter (1851—1854), «Критичний огляд перших поетичних творів Шіллера» / Kritisk skärskådning af Schillers äldsta lyrik (1854), «Внесок до знання про етрусків» / Bidrag till kännedomen om etruskerna (1857) і «Ставлення до освіти і виховання в давніх римлян» / Undervisningsfrågans ställning och utveckling hos de gamle romarna (1876). Беттігер дописував до видань Mimer, Heimdall, Svenska literaturföreningens tidning, Frey та інших. Його окремі праці перекладено данською, німецькою, голландською й англійською мовами.
Більшість поетичних і прозових робіт Беттігера поміщено у шеститомному зібранні творів (1856—1881). У шостому томі є автобіографічні «Спогади про молодість» / Ungdomsminnen, які Гаральд Елувсон вважав чудовим зразком мемуаристики. У 1881 році вийшли вибрані твори Беттігера, до яких додано його біографію, що написав Елуф Теґнер. Біографічні дані про Беттігера є також у промові Карла Давіда аф Вірсена на інавґурації у Шведській академії (видано 1880).

## Окремі твори
- Asarne i Delphi: prolog. Stockholm. 1844. Libris 10441567
- Aurora-förbundet i Upsala. Stockholm. 1874. Libris 1497424
- Bernhard von Beskow: minnessång: uppläst på Svenska akademiens högtidsdag den 20 dec. 1868. Stockholm: Norstedt. 1868. Libris 9160138
- Bidrag till kännedomen om etruskerna. Upsala. 1857. Libris 2585775
- Bidrag till kännedomen om Leopolds tidigaste skaldeförsök. Även i: Svenska akademiens handlingar ifrån år 1796. D.53. Stockholm. 1878. Libris 2585776
- Biografiska underrättelser. Upsala. 1861. Libris 2585777
- Boreas: poetisk kalender för år 1842. Upsala. 1841. Libris 9160140
- C. V. Böttigers minnesteckningar öfver E. Tegnér, S. Ödmann och J. H. Kellgren såsom feriekurseri modersmålet för de högre allmänna läroverken i sammandrag utg. af Peter Bagge. Feriekurser i modersmålet 1. Stockholm: Beijer. 1895. Libris 2585783
- Dantes Commedia Divina: Dante Alighieri. Stockholm. 1875. Libris 2585779
- Epilog vid philosophiæ magister-promotionen i Upsala den 5 juni 1857. Stockholm: Norstedt. 1857. Libris 10105044
- Esaias Tegnérs lefnad. Stockholm. 1847. Libris 2343687
- Foglarne: vårsånger. Upsala. 1852. Libris 2306820
- Fosterländska sånger. 1-2. Upsala: Wahlström & Låstbom. 1841. Libris 10105053
- Förklaring med anledning af ett utfall i den af Georg Brandes utgifna skriften: Esaias Tegnér: en litteraturpsykologisk studie. Stockholm: F. & G. Beijer. 1878. Libris 1596102
- Den gamle kungen: poem för svenskar / [Carl Wilhelm Böttiger]. Stockholm: Norstedt. 1841. Libris 10617711
- Ett holländskt bidrag till Sweriges historia och litteratur. Stockholm. 1835. Libris 9848945
- Inbjudnings-skrift till morgondagens philosophiæ magister-promotion. Upsala. 1857. Libris 11613036
- Italienska läse-öfningar, innehållande lätta stycken ur den nyare italienska prosan. Stockholm. 1841. Libris 2585780
- Italienska studier. Upsala: Wahlström. 1853. Libris 1591912
- Likplundraren: fragment af en större dramatisk fantasi, hvartill en känd berättelse gifvit anledning. Skara. 1874. Libris 10901418
- Lyriska stycken. Stockholm: Norstedt. 1837—1839. Libris 1464663
- En majdag i Wärend: svenskt tillfällighetsstycke [Архівовано 25 березня 2014 у Wayback Machine.] i 1 akt, med sång och dans; första gången uppfördt på Kongl. Theatern i Stockholm, Thorsdagen den 11 Maj 1843, årsdagen af H. M. Konungens Kröning. Svenska teatern, 99-1250025-3 ; 180. Stockholm. 1843. Libris 9976831
- Minne af Erik Johan Stagnelius. Stockholm. 1872. Libris 2986000
- Minne af Johan Henrik Kellgren. Även i: Svenska akademiens handlingar ifrån år 1796. D.45.. Stockholm. 1870. Libris 2986001
- Minne af teologie professoren i Upsala doktor Samuel Ödmann. Stockholm: Norstedt. 1868. Libris 10036008
- Minnes-tal öfwer philosophiä magistern Elias Wilh. Ruda hållet inför en krets af den aflidnes promotions-kamrater och wänner, i Upsala den 4 nov. 1833. Upsala. 1833. Libris 2585782
- Minnesteckningar öfver E. Tegnér, S. Ödmann och J. H. Kellgren. Stockholm: Beijer. 1895. Libris 1621812
- Mötet på Odins hög och Gustaf Adolf vid Lützen: tvenne skaldestycken belönta af Svenska akademien. Stockholm. 1835. Libris 1591921
- Nils Rosén von Rosenstein: Minnesteckning. Uppläst på Svenska akademiens högtidsdag 1876. i: Svenska akademiens handlingar ifrån år 1796. D. 52. Stockholm. 1877. Libris 2585784
- Nyare sånger: jämte öfversättningar af några Uhlands romanser m.m. Stockholm. 1833. Libris 1591915
- Om Dantes lif och skrifter. Stockholm. 1865. Libris 2585785
- Om den italienska kulturens förhållande till den romerska [Diss.]. Upsala. 1846—1851. Libris 2585786
- Ord till musiken vid H.M. konung Carl den femtondes och H.M. drottning Wilhelmina Fredrika Alexandra Anna Lovisas kröning i Stockholm den 3 maj 1860. Stockholm. 1860. Libris 2618635
- Ord till sorg-musiken vid Högtsalig Hans Majestät Konung Carl XIV Johans begrafning. Stockholm. 1844. Libris 2625103
- Prolog till Operan Ferdinand Cortez, jemte ord till kupletterne i det National-Divertissement, som gifves å Kongl. Theatern d. 6 Februari 1843 ; till firande af H.M. Konungens regerings-jubilæum. Stockholm. 1843. Libris 9976866 — Kompositör: Johan Fredrik Berwald.
- Repetitions-curs i allmänna historien: för gymnasii- och student-examina. Stockholm: Haeggström. 1836. Libris 2557392
- Rhetoromanska språkets dialekter: ett språkhistoriskt utkast. Upsala. 1854. Libris 433870
- Schillers äldsta lyrik: kritisk skärskådning. Utgafs s. å. såsom akad. afh. i 6 delar under förf: s praesidium. Upsala. 1854. Libris 2585787
- Sjelfbiografiska anteckningar och bref. Stockholm. 1881. Libris 368311
- Själfbiografiska anteckningar och minnesteckning öfver E. J. Stagnelius: såspm feriekurser i modersmålet för de högre allmänna läroverken. Stockholm: Beijer. 1895. Libris 1621813
- Självbiografiska anteckningar. Stockholm: Norstedt. 1929. Libris 8072955
- Självbiografiska anteckningar: från skolan och studentlivet. Bokgillets klassikerserie, 99-0853562-5. Uppsala: Bokgillet. 1961. Libris 908203
- Självbiografiska anteckningar. Göteborg: Minerva. 1988. Libris 7763317. ISBN 91-87238-05-5
- Soldat-enkan: poem. Upsala. 1850. Libris 9160657
- Sång öfver Anna Maria Lenngren. Stockholm: Norstedt. 1860. Libris 9160666
- Sånger vid invigningen af Westmanlands och Dahla nations-byggnad Oscarsdagen 1831. Upsala, Palmblad & C. 1831. 1831. Libris 11653534
- Tal vid Svenska Bibel-Sällskapets allmänna sammankomst den 20 april 1859 af. Stockholm. 1859. Libris 3218818
- Till konung Gustaf IIIs minne: Tal hållet på Gustavianska lärosalen i Upsala den 9 Juni 1835. Stockholm. 1837. Libris 2585788
- Undervisningsfrågans ställning och utveckling hos de gamle romarne. Stockholm. 1875. Libris 2585789
- Ungdomsminnen från sångens stunder. Upsala. 1830. Libris 1591941
- Valda dikter. Stockholm: Beijer. 1895. Libris 11590952
- Valda dikter af Carl Wilhelm Böttiger. Med författarens porträtt. Stockholm, F. & G. Beijers förlag. 1881. Libris 1596103
- Valda stycken utur akademie-adjunkten Carl Wilh. Böttigers numera ur bokhandeln utgångne skrifter tillika med några af P.N. Rodin, filos. magister. Halmstad. 1843. Libris 9160664
- En visa om Pehr Pehrsson. Upsala: Leffler & Sebell. 1841. Libris 10105057

## Зібрання творів
Samlade skrifter. 1856—1881. Libris 54635
- Bd 1. [Архівовано 13 серпня 2014 у Wayback Machine.] Stockholm: Samson & Wallin (i komm.). 1856. Libris 54636
- Bd 2. [Архівовано 27 серпня 2014 у Wayback Machine.] Stockholm: Samson & Wallin (i komm.). 1857. Libris 54637
- Bd 3. [Архівовано 16 серпня 2014 у Wayback Machine.] Örebro: Bohlin. 1869. Libris 54639
- Bd 4. [Архівовано 16 серпня 2014 у Wayback Machine.] Örebro: Bohlin. 1869. Libris 54639
- Bd 5. [Архівовано 11 липня 2014 у Wayback Machine.], minnesteckningar. Stockholm: Beijer. 1874. Libris 54640
- Bd 6. [Архівовано 16 серпня 2014 у Wayback Machine.] Stockholm: Beijer. 1881. Libris 54641

## Вірші і псалми
- Fram en suck sig smyger; psalmsång nr 389 i Svenska Missionsförbundets sångbok 1920.
- Hjältar, som bedjen
- O hur härligt majsol ler
- Ur stormarna ser jag en avlägsen hamn

## Нагороди і відзнаки
- Мала премія Шведської академії за поему «Ґустаф Адольф під Лютценом», 1833
- Почесна відзнака Шведської академії за «Зустріч на Одіновому кургані», 1834
- Премія імені Карла Югана Шведської академії, 1840
- Членство в Гетеборзькому науковому і літературному товаристві, 1843
- Винагорода у 100 дукатів від Шведської академії за «Пісню про Карла XIV Югана», 1845
- Членство у Шведській академії (крісло № 8), 1847
- Членство в Упсальському науковому і літературному товаристві, 1853
- Премія Шведської королівської академії наук, 1867
- Членство у Шведській королівській академії історії літератури і старожитностей, 1879